# 高野萌
髙野 萌（たかの もえ、1984年8月21日 - ）は、セント・フォース所属のフリーアナウンサー。

## 略歴
神奈川県海老名市生まれ、山形市育ち。祖母は広島出身で被爆者。横浜市立大学国際文化学部（現：国際総合科学部）国際関係学科卒業。大学時代はテレビ朝日アスクに通いアナウンスの基礎を学び、2007年9月から4か月間は、西川里美と共にウェザーニューズ『おは天』関東地区キャスターを務めた。
2009年4月、NHK神戸放送局に契約キャスターとして入局。キャスターとして2年間活動した。契約満了で退局後の2011年4月、『おは天』の1期先輩にあたる佐藤千晶と入れ替わる形で東日本放送に入社。東日本大震災直後の入社という状況であった。NHK神戸退局直前に自らスポーツ取材を希望し、東日本放送ではスポーツ番組を担当することになった。
2014年3月、東日本放送を退社。4月からセント・フォース所属のフリーアナウンサーとして活動。

## 現在の担当番組
- あのスターにもう一度逢いたい（2016年4月5日 - 、BS11） - アシスタント

## 過去の担当番組
フリー時代
- おは天 第7期キャスター関東地区担当（ウェザーニューズ）
- あさチャン!（TBS、取材キャスター、2014年3月31日 - 2015年3月27日）
- ホウドウキョク24「ニュースのキモ Night」（2015年4月 - 2016年3月）

東日本放送時代
- 突撃!ナマイキTV（木曜アシスタント、2012年7月 - 2014年3月）
- スーパーJチャンネルみやぎ　スポーツコーナー
- おすすめ5ch!
- ベガchan!　ナレーター
- KHBニュース

NHK神戸時代
- ニュースKOBE発（キャスター、2009年4月 - 2010年3月）
- ぐるっと関西おひるまえ（2010年4月 - 2011年3月）

など